# Manihi
Manihi o Paeua és un atol de les Tuamotu, a la Polinèsia Francesa, situat al nord-oest de l'arxipèlag. És el cap de la comuna de Manihi que inclou Ahe. Està situat a 175 km al nord-est de Rangiroa i a 520 km de Tahití.

## Geografia
És un atol ovalat de 27 km de llarg i 8 km d'ample encerclat per molt illots i un pas a l'interior profund i navegable. La superfície emergida és de 13 km2 i la llacuna té una superfície de 160 km2.
La població total és de 648 habitants (cens 2022). A la llacuna hi ha moltes granges de cultiu de perles. És un dels primers llocs on es va començar a cultivar les apreciades perles negres característiques de les Tuamotu.

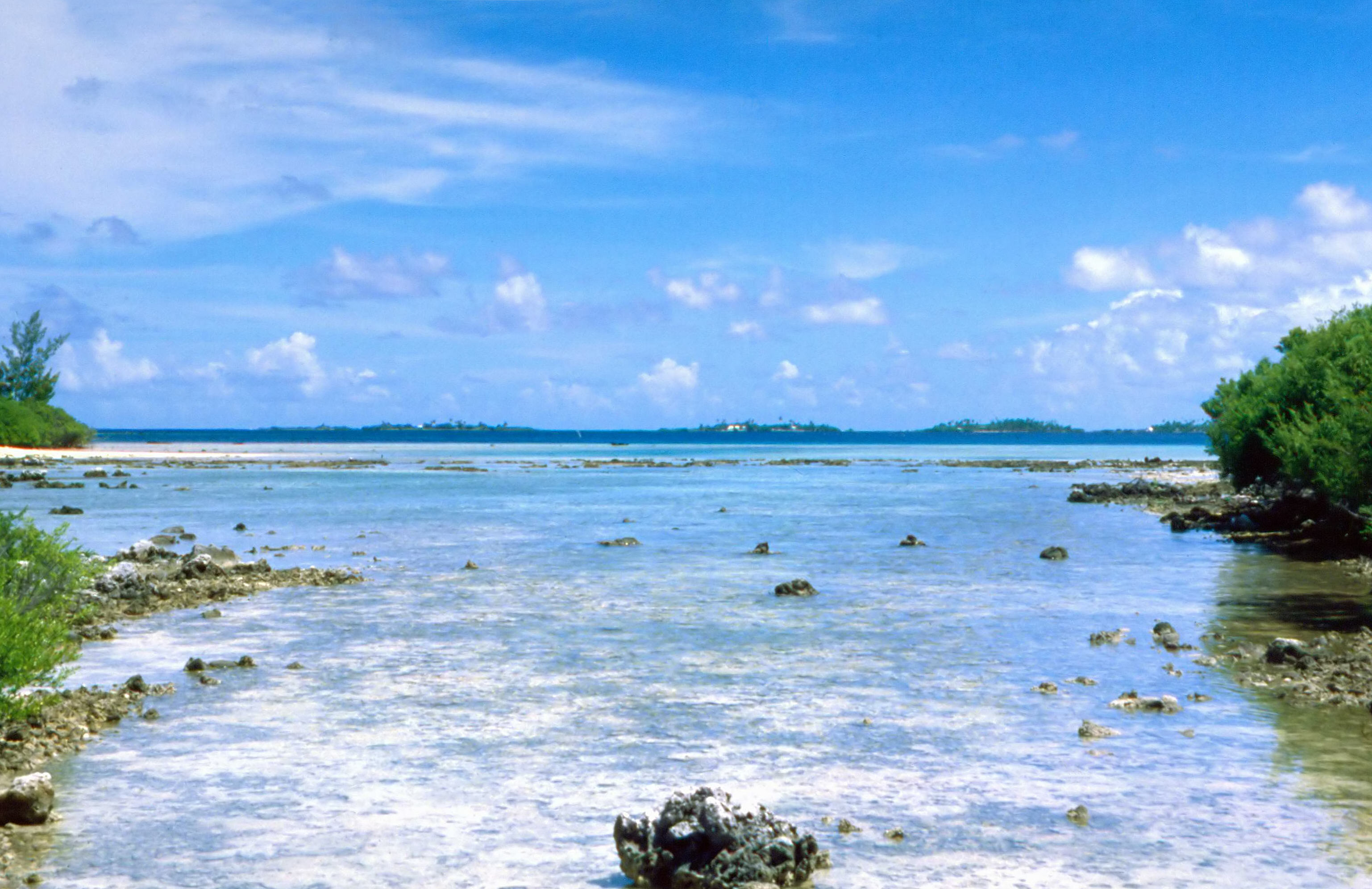
Interior de la llacuna de Manihi

|  | Manihi Ahe (27,2 km) Arutua (119,7 km) Apataki (113,8 km) Takaroa (116,8 km) Rangiroa (199,3 km) Takapoto (95,2 km) |

## Història
Probablement va ser poblat a partir de l'any 600 dC. S'hi troben dues plataformes cerimonials antigues, els marae polinesis, construïts amb blocs de corall. Els primers europeus a arribar-hi van ser els neerlandesos Le Maire i Schouten, el 1616. Va ser el primer lloc del Pacífic on pogueren proveir-se d'aigua, i l'anomenaren Waterlandt (terra d'aigua).